# Apartaments Cala Vinya
Els Apartaments Cala Vinya és una obra racionalista de Salou (Tarragonès) inclosa a l'Inventari del Patrimoni Arquitectònic de Catalunya.

## Descripció
Els Apartaments Cala Vinya són un conjunt de quinze blocs de sis apartaments que se situen en un terreny en pendent. Els edificis es disposen en dues fileres envoltant una esplanada on es troba l'aparcament, la piscina i altres serveis comuns.
Cada bloc, de tres plantes, tenia dos habitatges per pis, als que s'accedia a través d'un sistema de passadissos i escales exteriors situats als espais intermedis. Pel que fa als apartaments, l'espai central és el nucli de serveis, que separa el dormitori individual de la zona d'estar. La cuina és oberta, però separa la sala d'estar del menjador amb la xemeneia.
Aquests blocs de sis habitatges tenen una terrassa a la façana sud, el que accentua la seva horitzontalitat. La façana nord remarca la verticalitat a partir de les finestres dels dormitoris, que van del terra al sostre, la ceràmica dels baixants de color taronja i una textura rugosa a la façana.
El model en què s'inspiren els arquitectes són les cases Citrohan de Le Corbusier, tot i que en aquest cas eren habitatges unifamiliars de quatre plantes.

## Història
Entre els anys 1959 i 1964 els arquitectes Antoni Bonet i Castellana i Josep Puig i Torné varen construir un gran nombre de projectes situats a la costa de Tarragona, Múrcia, Barcelona i també quatre a l'Argentina. La construcció d'aquests apartaments exemplifica a la perfecció el moment de “desarrollisme” de la costa catalana amb el boom turístic en els anys seixanta.